# Wołodymyr Traczuk
Wołodymyr Traczuk, ukr. Володимир Трачук (ur. 3 stycznia 1985 w Krzemieńciu) – ukraiński narciarz, specjalista kombinacji norweskiej, uczestnik Zimowych Igrzysk Olimpijskich 2006 w Turynie oraz Zimowych Igrzysk Olimpijskich 2010 w Vancouver.
Na igrzyskach w Turynie zajął dwukrotnie 48. miejsce – w biegu na 15 km i skokach na skoczni normalnej oraz w biegu na 7,5 km i skokach na skoczni dużej. Cztery lata później w Vancouver był 41. w biegu na 10 km i skokach na skoczni normalnej oraz 42. w biegu na 10 km i skokach na skoczni dużej. Początkowo miał wystartować także w konkursie drużynowym w skokach narciarskich, jednak z powodu kontuzji Witalija Szumbarecia i braku wystarczającej liczby ukraińskich zawodników nie wziął udziału w zawodach.
Traczuk wystartował także w konkursie drużynowym podczas mistrzostw świata w skokach narciarskich w 2007 roku. Wraz z Ołeksandrem Łazarowiczem, Witalijem Szumbareciem i Wołodymyrem Boszczukiem zajął trzynaste miejsce.
Zawodnik dwukrotnie zdobył punkty Pucharu Świata w kombinacji norweskiej. Po raz pierwszy 7 lutego 2009 w Seefeld in Tirol, gdzie był 23., a po raz drugi dzień później, gdzie został sklasyfikowany na osiemnastej pozycji.